# 950 TCN
950 TCN là một năm trong lịch La Mã.